# Ivan Lebedeff
Pour les articles homonymes, voir Ivan Lebedev.
Ivan Lebedeff est un acteur américain d'origine russe, né Ivan Vassilievitch Lebedev (russe : Иван Васильевич Лебедев) le 18 juin 1895 à Užpaliai (Lituanie ; alors Ushpol, Empire russe), mort le 31 mars 1953 à Los Angeles (Californie).

## Biographie
Né dans l'Empire russe, Ivan Lebedev fuit la révolution de 1917 et, après un passage par l'Europe (Allemagne et France notamment), émigre aux États-Unis en 1925. Sous le nom américanisé d'Ivan (Basil) Lebedeff — plus tard, en 1937, il obtiendra la citoyenneté américaine —, il débute au cinéma à Hollywood, dans deux films muets sortis en 1926, dont The Sorrows of Satan (en) de D. W. Griffith, avec Adolphe Menjou et Ricardo Cortez.
Personnifiant souvent des aristocrates, il contribue en tout à soixante-cinq films américains (parfois dans des petits rôles non crédités). Parmi ses films notables, citons They Had to See Paris de Frank Borzage (1929, avec Will Rogers et Irene Rich), Mademoiselle Volcan de Victor Fleming (1933, avec Jean Harlow et Lee Tracy), Loufoque et Cie de W. S. Van Dyke (1936, avec Joan Crawford et Clark Gable), ou encore Shanghai Gesture de Josef von Sternberg (1941, avec Ona Munson, Victor Mature et Gene Tierney).
Il se marie avec l'actrice allemande Wera Engels en 1941.
Son dernier film est La Guerre des mondes de Byron Haskin, sorti en août 1953, quelques mois après sa mort prématurée, d'une crise cardiaque.
Pour la télévision, Ivan Lebedeff collabore à la série Mr. & Mrs. North (un épisode, diffusé en 1952).

## Filmographie

### Au cinéma (sélection)
- 1926 : Mondaine (Fine Manners) de Richard Rosson et Lewis Milestone
- 1926 : The Sorrows of Satan de D. W. Griffith
- 1927 : The Love of Sunya d'Albert Parker
- 1927 : The Angel of Broadway de Lois Weber
- 1928 : Nuit de folie (Walking Back) de Rupert Julian et Cecil B. DeMille
- 1928 : Let 'Er Go Gallegher d'Elmer Clifton
- 1929 : The Veiled Woman d'Emmett J. Flynn
- 1929 : Ils voulaient voir Paris (They Had to See Paris) de Frank Borzage
- 1929 : Street Girl de Wesley Ruggles
- 1929 : The One Woman Idea de Berthold Viertel
- 1930 : Coucous (The Cuckoos) de Paul Sloane
- 1930 : Midnight Mystery de George B. Seitz
- 1930 : Hommes sans femmes (Men Without Women) de John Ford
- 1930 : Conspiracy de Christy Cabanne
- 1931 : Bachelor Apartment de Lowell Sherman
- 1931 : The Lady Refuses de George Archainbaud
- 1931 : Laugh and Get Rich de Gregory La Cava
- 1931 : The Gay Diplomat de Richard Boleslawski
- 1933 : Mademoiselle Volcan (Bombshell) de Victor Fleming
- 1933 : Laughing at Life de Ford Beebe
- 1933 : Made on Broadway d'Harry Beaumont
- 1934 : The Merry Frinks d'Alfred E. Green
- 1934 : Moulin rouge de Sidney Lanfield
- 1934 : Strange Wives de Richard Thorpe
- 1934 : Kansas City Princess de William Keighley
- 1935 : La Malle de Singapour (China Seas) de Tay Garnett
- 1935 : Sweepstake Annie de William Nigh
- 1935 : Je veux être une lady (Goin' to Town) d'Alexander Hall
- 1935 : Gosse de riche (She Couldn't Take It) de Tay Garnett
- 1936 : Loufoque et Cie (Love on the Run) de W. S. Van Dyke
- 1936 : Pepper de James Tinling
- 1936 : La Flèche d'or (The Golden Arrow) d'Alfred E. Green
- 1937 : Atlantic Flight de William Nigh
- 1937 : Le destin se joue la nuit (History is Made at Night) de Frank Borzage
- 1937 : Mama Steps Out de George B. Seitz
- 1937 : SOS vertu ! (Wise Girl) de Leigh Jason
- 1937 : Ange (Angel) d'Ernst Lubitsch
- 1937 : Le Chant du printemps (Maytime) de Robert Z. Leonard
- 1937 : Fair Warning (en) de Norman Foster
- 1937 : Marie Walewska (Conquest) de Clarence Brown
- 1938 : Un cheval sur les bras (Straight, Place and Show) de David Butler
- 1939 : Trapped in the Sky de Lewis D. Collins
- 1939 : Le Cirque en folie (You Can't Cheat an Honest Man) de George Marshall et Edward F. Cline
- 1939 : Hôtel pour femmes (Hotel for Women) de Gregory Ratoff
- 1939 : Le Mystère de Mr Wong de William Nigh : Michael Strogonoff

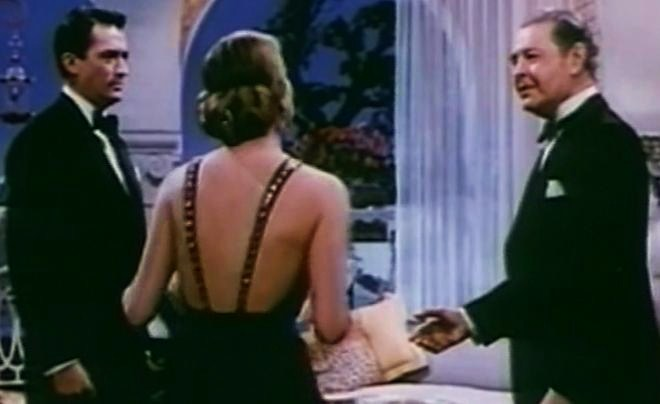
Avec Gregory Peck et Hildegard Knef,
dans Les Neiges du Kilimandjaro (1952)

- 1940 : Passport to Alcatraz de Lewis D. Collins
- 1940 : Public Deb. No. 1 de Gregory Ratoff
- 1941 : Shanghaï (The Shanghai Gesture) de Josef von Sternberg
- 1942 : Blue, White and Perfect d'Herbert I. Leeds
- 1942 : Lure of the Islands de Jean Yarbrough
- 1942 : Foreign Agent de William Beaudine
- 1943 : Voyage au pays de la peur (Journey Into Fear) de Norman Foster et Orson Welles
- 1943 : Mission à Moscou (Mission to Moscow) de Michael Curtiz
- 1944 : Are These Our Parents ? de William Nigh
- 1944 : Oh, What a Night de William Beaudine
- 1945 : Rhapsodie en bleu (Rhapsody in Blue) d'Irving Rapper
- 1946 : Un cœur à prendre (Heartbeat) de Sam Wood
- 1952 : Californie en flammes (California Conquest) de Lew Landers
- 1952 : Les Neiges du Kilimandjaro (The Snows of Kilimanjaro) d'Henry King
- 1953 : La Guerre des mondes (The War of the Worlds) de Byron Haskin

### À la télévision (intégrale)
- 1952 : Mr. & Mrs. North, série
  - Saison 1, épisode 5 These Latins